# Пиричи (Братунац)
Пиричи (серб. Пирићи / Pirići) — село в общине Братунац Республики Сербской Боснии и Герцеговины. Население составляет 32 человека по переписи 2013 года.